# Clavatoridae
Clavatoridae zijn een familie van weekdieren uit de klasse van de Gastropoda (slakken).

## Geslachten
- Clavator E. von Martens, 1860
- Leucotaenius E. von Martens, 1860
  - = Pseudoclavator Germain, 1913
- Paraclavator Groh & Poppe, 2002